# Andrejs Upīts
Andrejs Upīts (Parròquia de Skrīveri a Vidzeme, Imperi Rus (actual Letònia), 4 de desembre de 1877 - Riga, 17 de novembre de 1970) va ser un escriptor, poeta, novel·lista i polític letó, que ocupà el càrrec de diputat comunista a les eleccions legislatives letones de 1940.

## Activitat literària
Va començar a escriure pel diari Mājas viesis sota el pseudònim d'Andrei Araji el 1892, els seus primers articles van ser:Parunas, Skrīveros uzrakstītas i Kā mūsu senči agrāk Vidzemē dzīvojuši. Va escriure novel·les, contes, drama, tragèdia, comèdia, poesia, sàtira, i va realitzar treball de periodisme i de crítica literària. El seu llibre infantil Sūnu ciema zēni, està inclòs a la llista de lectures obligatòries de les escoles. Va ser un dels escriptors letons més polifacètics. Els seus herois posseeixen caràcter vistós i utilitzen un llenguatge molt ric.
La seva novel·la Zaļā zeme de 1945 va rebre el Premi Estatal de l'URSS de segon grau el 1946. La seva Sociālistiskā reālisma jautājumi literatūrā va guanyar el Premi Escriptor del Poble de la República Socialista Soviètica de Letònia el 1943.
Les seves obres van ser prohibides en dues ocasions, la primera vegada després del cop d'estat de 1934 de Kārlis Ulmanis i la segona durant els anys del règim soviètic, quan la seva obra Ziedošais tuksnesis va ser prohibida al teatre Dailes i els censors van prohibir la distribució del seu llibre Literatūras vēsture.

## Obres destacades

### Novel·la
- Jauni avoti (1909)
- Sieviete (1910)
- Zīda tīklā (1912)
- Pēdējais latvietis (1913)
- Zelts (1914)
- Renegāti (1915)
- Ziemeļa vējš (1921)
- Perkona pievārtē (1922)
- Pa varavīksnes tiltu (1926)
- Zem naglota papēža (1928)
- Jāņa Robežnieka nāve (1932)
- Vecās ēnas (1934)
- Zaļā zeme (1945)
- Plaisa mākoņos (1951)

### Prosa
- Jauni avoti (1909)
- Sieviete (1910)
- Zīda tīklā (1912)
- Pēdējais latvietis (1913)
- Ziemeļa vējš (1921)
- Zelts (1921)
- Pērkona pievārtē (1922)
- Renegāti (1922)
- Pa varavīksnes tiltu (1926)
- Zem naglota papēža (1928)
- Jāņa Robežnieka pārnākšana (1932)
- Jāņa Robežnieka nāve (1933, Vecas ēnas (1934)
- Smaidoša lapa (1937)
- Laikmetu griežos (1937 1940)
- Māsas Ģertrūdes noslēpums (1939)
- Zaļā zeme (1945)
- Plaisa mākoņos (1951)

### Contes
- Jauni avoti (1909)
- Sieviete (1910)
- Zīda tīklā (1912)
- Pēdējais latvietis (1913)
- Ziemeļa vējš (1921)
- Zelts (1921)
- Pērkona pievārtē (1922)
- Renegāti (1922)
- Pa varavīksnes tiltu (1926)
- Zem naglota papēža (1928)
- Jāņa Robežnieka pārnākšana (1932)
- Jāņa Robežnieka nāve (1933, Vecas ēnas (1934)
- Smaidoša lapa (1937)
- Laikmetu griežos (1937 1940)
- Māsas Ģertrūdes noslēpums (1939)
- Zaļā zeme (1945)
- Plaisa mākoņos (1951)